# أنطون كارل هارتمان
أنطون كارل هارتمان (بالنرويجية البوكمول: Anton Carl Hartmann)‏ هو سياسي نرويجي، ولد في 6 مارس 1803. انتخب عضو برلمان النرويج ‏.